# 2-esadecenale reduttasi
La 2-esadecenale reduttasi è un enzima appartenente alla classe delle ossidoreduttasi, che catalizza la seguente reazione:
esadecanale + NADP+ ⇄ 2-trans-esadecenale + NADPH + H+
L'enzima è specifico per i trans, cis 2-alchenali a lunga catena, con un optimum di lunghezza tra i 14 ed i 16 atomi di carbonio.